# 녹색 신기루
《녹색 신가루》는 1989년 4월 12일부터 1989년 4월 14일까지 한국방송공사 1TV 특집드라마로, 1부 〈아프리카 아프리카〉, 2부 〈숨쉬는 모래밭〉, 3부 〈제8의 기적〉 등 3부작으로 이루어져 있다.

## 줄거리
녹색혁명을 주도하는 우리나라 건설역군들의 강인한 투지와 활약을 리비아 대수로 공사현장을 무대로 한 가상 드라마이다.

## 제작진
- 극본 : 김하림
- 연출 : 장형일

## 등장 인물
- 임동진 : 회장 역
- 길용우 : 성기용 역
- 김교순 : 로비스트 역
- 정동환